# Zhari Namco
Zhari Namco (chinois simplifié : 扎日南木错)  en tibétain  Trari Nam Tso (tibétain : བཀྲ་རི་གནམ་མཚོ, Wylie : bkra ri gnam mtsho), est un lac situé dans la région autonome du Tibet en République populaire de Chine.